# Suchodoły (rejon włodzimierski)
Suchodoły (ukr. Суходоли) – wieś na Ukrainie na terenie rejonu włodzimierskiego w obwodzie wołyńskim, liczy 796 mieszkańców.